# Big in Japan (sång)
"Big in Japan" är debutsingeln från popgruppen Alphaville. Singeln är hämtad från albumet Forever Young, utgivet 1984. 
Musikvideon regisserades av Dieter Meier från duon Yello.
År 1984 spelade även sångerskan Sandra Lauer in en cover på låten, vilken också blev hennes debutsingel i Europa. Den sjöngs då på tyska, under titeln Japan ist weit. Under 2000-talet har både Doktor Kosmos och Britta Persson gjort varsin cover på låten. Även det tyska bandet Guano Apes har tolkat låten.

## Listplaceringar
| Lista (1984-1985) | Topplacering |
| ----------------- | ------------ |
| Frankrike         | 13           |
| Nederländerna     | 5            |
| Norge             | 3            |
| Schweiz           | 1            |
| Sverige           | 1            |
| Tyskland          | 1            |
| Österrike         | 4            |